# Hypalocrinus
Hypalocrinus is een geslacht van zeelelies uit de familie Isocrinidae.

## Soort
- Hypalocrinus naresianus (Carpenter, 1884)